# Embalse de Finisterre
El Embalse de Finisterre está situado en la provincia de Toledo, a 5 kilómetros de Villanueva de Bogas. Su río es el Algodor.
Se encuentra entre los municipios de Mora, Villanueva de Bogas, Tembleque y Turleque.
Posee un importante valor ecológico por su capacidad para acoger numerosas especies de avifauna acuáticas que se asientan y crían en él, pero también para otras especies de avifauna amenazada propia del hábitat mediterráneo, como son las grandes rapaces que encuentran tranquilidad y alimento en este territorio. Está declarado Refugio de Fauna mediante el Decreto 58/2020, de 22 de septiembre. En este embalse se practica la pesca. Hay entre otras especies, carpa, blackbass o percasol.